# 井上剛一
井上 剛一（いのうえ ごういち、1868年5月4日（慶応4年4月12日） - 1946年（昭和21年）5月12日）は、日本の弁護士・政治家で憲政会→立憲民政党所属の衆議院議員。

## 経歴
紀伊国伊都郡学文路村（現・和歌山県橋本市）に、水木重左衛門の二男に生まれ、井上又左衛門の養子となった。和歌山県師範学校を卒業した後、1887年（明治20年）より英吉利法律学校（現・中央大学）で法学を学び、1889年（明治22年）に代言人試験に合格した。浜松代言人組合に所属し、後には静岡弁護士会長や日本弁護士協会名誉理事に選ばれた。
浜松市会議員、静岡県会議員を経て、1920年（大正9年）の第14回衆議院議員総選挙に出馬し、当選した。以後、当選回数は合計で4回を数えた。
その他に遠州電気鉄道株式会社取締役などを務めた。